# Saint-Sorlin-de-Vienne
Saint-Sorlin-de-Vienne este o comună în departamentul Isère din sud-estul Franței. În 2009 avea o populație de 812 de locuitori.

## Evoluția populației
| An        | 1975 | 1982 | 1990 | 1999 | 2006 | 2009 |
| --------- | ---- | ---- | ---- | ---- | ---- | ---- |
| Populație | 338  | 612  | 695  | 700  | 777  | 812  |